# London Overground
London Overground (LO) (en español podría traducirse como Sobretierra, en contraposición al Underground, el metro de Londres) es un servicio ferroviario de tren suburbano en Londres, Reino Unido. London Overground es el nombre comercial empleado por Transport for London (TfL) para designar a los servicios que gestiona sobre cuatro líneas férreas en el área de Londres: la North London line, la West London line, la East London line, la South London line, la Watford DC line, la Gospel Oak to Barking line, las dos Lea Valley lines y la Romford-Upminster line.
Este nombre lleva siendo usado desde 2007, cuando Transport for London adquirió parte de la franquicia ferroviaria de la operadora Silverlink. A partir de allí, se fue expandiendo progresivamente, añadiendo a su red nuevos tramos.
London Overground forma parte de la red de National Rail, funcionando como una franquicia de la compañía de operaciones ferroviarias London Overground Rail Operations Ltd., aunque la autoridad contractual es Transport for London (TfL) y no el gobierno central. Este ordenamiento es similar al modelo adoptado por Merseyrail. Las líneas continúan siendo propiedad de Network Rail (el cual también las mantiene) con la excepción del tramo desde Dalston a New Cross de la East London line, el cual pertenece a TfL.
London Overground se puede definir como un sistema de trenes suburbanos o de cercanías, debido en particular a que muchas de las líneas comparten el tráfico con servicios ferroviarios de mercancías, aunque existe la intención de introducir frecuencias de tipo metro en todas sus rutas.

## Historia

### Antecedentes

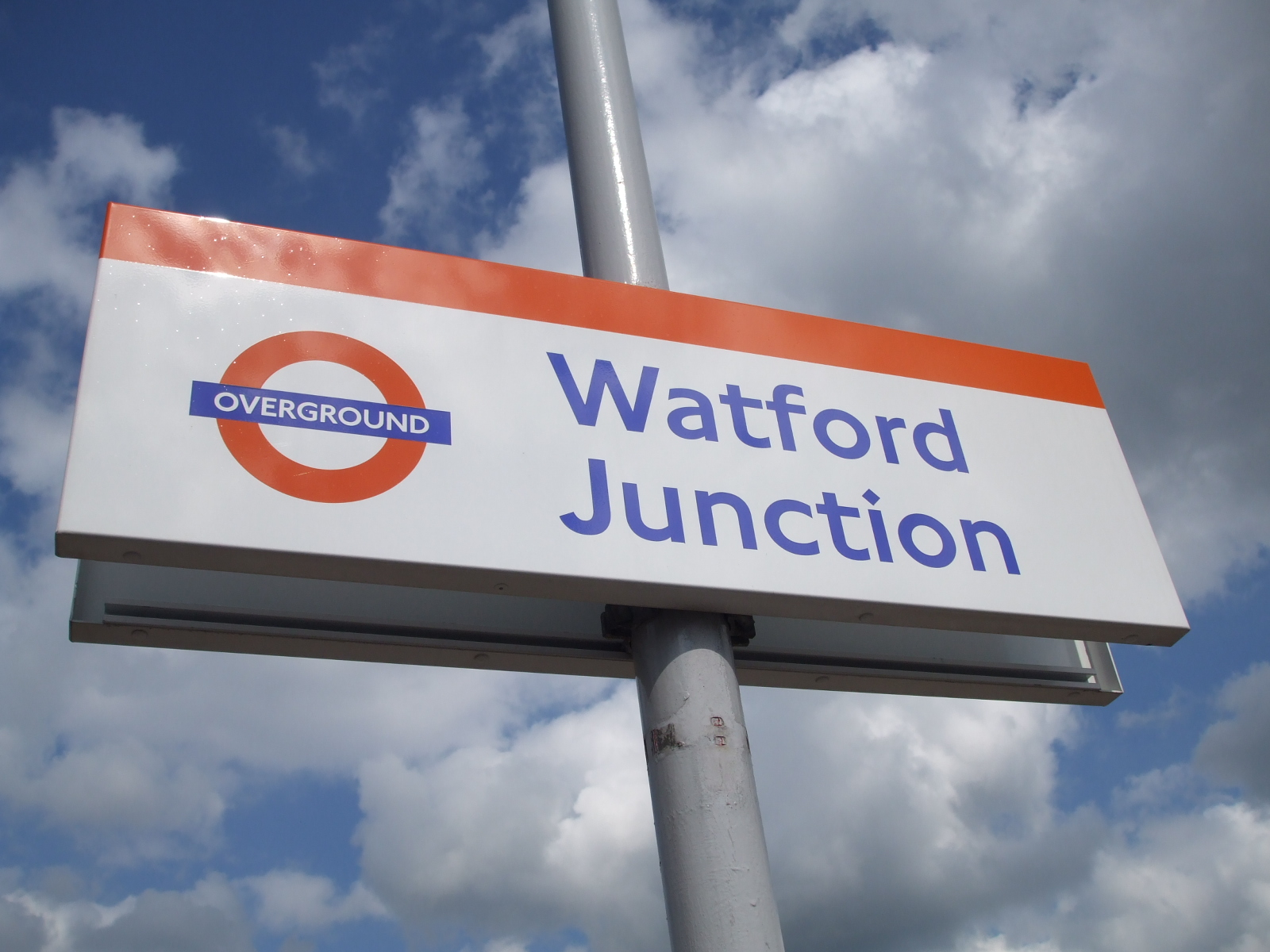
Señal de London Overground en la estación de Watford Junction

Los servicios de tren suburbano en Londres, al igual que sucede en el resto de Gran Bretaña, funcionan mediante un sistema de franquicias ferroviarias y son manejados por varias compañías operadoras de trenes de ámbito privado, controladas a su vez por National Rail. Este sistema ferroviario constituye una entidad distinta al Metro de Londres, el cual es propiedad de Transport for London.
En 2003 se lanzó Overground Network, un proyecto piloto con el objetivo de agrupar bajo una misma marca comercial los servicios de National Rail operados por múltiples compañías en el área de Londres. Sirviéndose de este nombre, Transport for London introdujo paneles informativos, señalización en estaciones y mapas en ciertas rutas seleccionadas del sur de Londres. A pesar de que la finalidad de este proyecto era la de realizar un ensayo con marcas comerciales, este fue el primer caso en el que TfL tuvo una influencia visible sobre los servicios de National Rail en Londres. Dicho proyecto fue abandonando progresivamente desde entonces.
En enero de 2004 el Departamento de Transporte anunció una revisión de la industria del ferrocarril en el Reino Unido. Como parte de dicha revisión, Transport for London presentó una serie de propuestas con el objetivo de establecer una autoridad ferroviaria regional para Londres, la cual les otorgaría competencias reguladoras sobre los servicios ferroviarios dentro y alrededor del Gran Londres.
Como resultado de esta consulta, parte de la franquicia ferroviaria Silverlink pasó a ser controlada por TfL. Este es, hasta la fecha, el único movimiento acordado hacia el establecimiento de una autoridad ferroviaria unificada para Londres.
En un principio, la franquicia Silverlink contaba con dos áreas de operación: Silverlink County (servicios regionales desde London Euston hasta Northampton, St. Albans Abbey, Bletchley y Bedford); y Silverlink Metro (principalmente servicios dentro del área urbana de Londres). Cuando la franquicia fue dividida en 2007, los servicios de Silverlink County fueron traspasados a la franquicia London Midland, mientras que el control de los servicios de Silverlink Metro recayó en Transport for London.

### Anuncios iniciales
El 20 de febrero de 2006 el Departamento de Transporte anunció que Transport for London asumiría el control administrativo de los servicios que hasta entonces prestaba Silverlink Metro. Se aceptaron ofertas a concurso procedentes de contratistas potenciales que operarían el servicio bajo el nombre provisional de North London Railway. El 5 de septiembre de 2006 se anunció la creación de la marca comercial London Overground y se confirmó que la extendida East London line sería incluida en la red.

### Apertura
El 11 de noviembre de 2007, Transport for London asumió el control de la franquicia para la operación de trenes en las rutas de la North London Railway, anteriormente gestionadas por Silverlink Metro.
El acto oficial de inauguración se produjo el 12 de noviembre de 2007 en la estación de Hampstead Heath y fue presidida por el entonces alcalde de Londres, Ken Livingstone. Tras dicho acto se organizó un evento mediático en un andén en desuso de la estación de Willesden Junction.
La inauguración de los nuevos servicios vino acompañada por una campaña de marketing titulada "London's new train set", compuesta por carteles y folletos con la imagen de un set con modelos en miniatura de los nuevos trenes, vías y personal, a modo de maqueta ferroviaria.
En la inauguración, Transport for London se comprometió a revitalizar la red mediante mejoras en las frecuencias de los servicios, nuevas dotaciones de personal en todas las estaciones, mejoras en las dependencias de las estaciones, nuevo material rodante y un compromiso para que la Oyster card pudiera ser utilizada en toda la red desde un principio.
Se realizó una "limpieza a fondo" de todas las estaciones tras la adquisición por parte de Transport for London y se eliminaron las referencias comerciales a Silverlink. La señalización de las estaciones fue reemplazada de forma gradual por las nuevas señales de London Overground, usando la fuente tipográfica New Johnston, propia de TfL.

### Operación

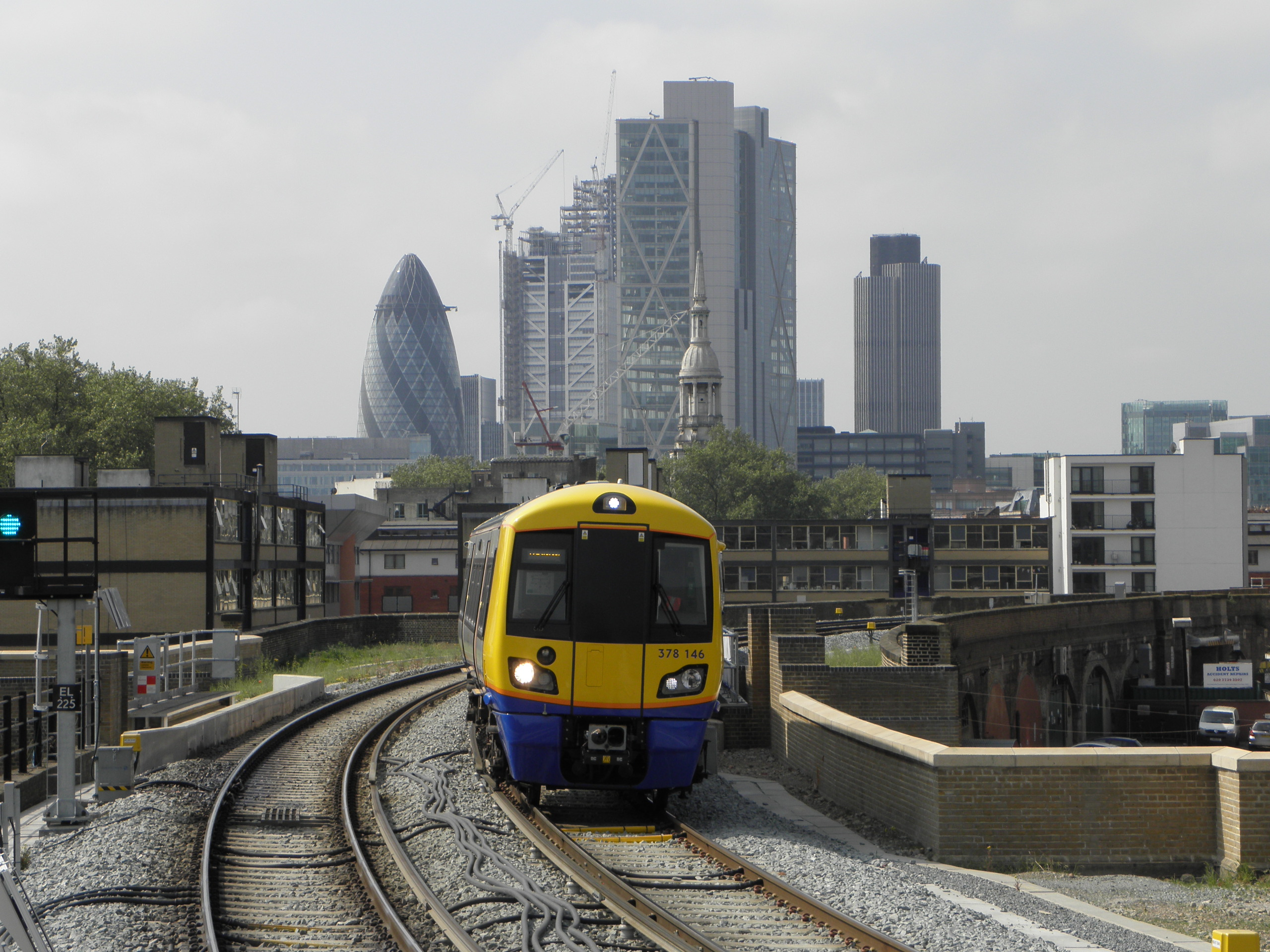
London Overground, City of London

La operación comercial de London Overground corre a cargo de una compañía privada, London Overground Rail Operations Ltd. (LOROL). En consonancia con un modelo similar ya usado en Docklands Light Railway, Transport for London solicitó propuestas de licitación de operaciones para London Overground. A diferencia de las franquicias de National Rail, TfL establecería las tarifas, gestionaría el material rodante y tomaría las decisiones sobre los niveles de servicio. El operador, por su parte, contaría con un elemento de participación en el riesgo sobre los ingresos: TfL asumiría el 90% de dicho riesgo, mientras que el operador se quedaría con el 10% de los ingresos, además de ser el responsable de la recaudación.
Los licitadores fueron MTR Laing (una empresa conjunta formada por MTR Corporation y Laing Rail), Govia, National Express Group (operador de Silverlink) y NedRailways. En diciembre de 2006, la lista se redujo a Govia y MTR Laing, los cuales fueron seleccionados para presentar sus "últimas y mejores ofertas", y el 19 de junio de 2007 se anunció que la oferta de MTR Laing había sido seleccionada como ganadora.
El contrato formal se firmó el 2 de julio de 2007. Posee una duración de siete años, con la opción de una extensión por otros dos más. En preparación para la apertura de London Overground, MTR Laing cambió su nombre a London Overground Rail Operations Ltd. (LOROL).
En diciembre de 2007, Henderson Group (la casa matriz de John Laing plc) anunció la venta de su división Laing Rail, poseedora de la mitad de la recién creada LOROL, además de Chiltern Railways y con una participación en la operadora ferroviaria Wrexham & Shropshire. En abril de 2008, Laing Rail fue adquirida por la operadora alemana Deutsche Bahn, que ahora posee una participación del 50% en LOROL. El precio de la adquisición rondó los 170 millones de euros, según citaron algunos medios de comunicación.

## Sistema actual

### Introducción
La red inicial, además de los niveles de servicio y los horarios, son una continuación de los ofrecidos por Silverlink Metro. Como implica el nombre London Overground (el vocablo inglés overground significa "por la superficie"), la mayor parte de la red discurre en superficie y está formada por líneas férreas que conectan las zonas exteriores al centro de Londres, con una parte considerable de dicha red dentro de la zona 2 de Travelcard. La red también hace uso de la estación de Euston en el centro de Londres, que funciona como estación terminal sur de la Watford DC line

### Líneas
La red de London Overground está formada por las siguientes líneas:
- North London line: Richmond a Stratford.
- West London line: Willesden Junction a Clapham Junction.
- East London line: Highbury & Islington a West Croydon.
- South London line: Surrey Quays a Battersea Park.
- Watford DC line: Euston a Watford Junction.
- Gospel Oak to Barking line: Gospel Oak a Barking Riverside.
- Lea Valley lines: London Liverpool Street a Edmonton Green/Enfield Town/Cheshunt y London Liverpool Street a Chingford.
- Romford-Upminster line: Romford a Upminster.

La red actual tiene correspondencias con las líneas Bakerloo, Central, District, Hammersmith & City, Jubilee, Metropolitain, Northern y Victoria del Metro de Londres, con el Docklands Light Railway, el servicio Tramlink y con TfL Rail, que se convertirá en la Elizabeth Line o Crossrail.
Las líneas de London Overground aparecen representadas en los planos del metro distribuidos por Transport for London con una doble línea naranja, existiendo también un plano separado de la red.

### Frecuencias de los servicios
Por lo general, los servicios comienzan aproximadamente entre las 5:00 (desde Watford Junction) y las 6:30 (desde Barking), entre las 8:00 y las 9:00 los domingos, y están programados de manera que hayan finalizado para medianoche.
A continuación se detalla la frecuencia de servicio para cada una de las líneas:
- North London Line - cuatro trenes por hora de lunes a sábado (tres por hora después de las 20:00), y dos trenes por hora los domingos: la mayoría de los trenes fuera de hora punta de lunes a sábado están programados para salir de Richmond a 11, 27, 41 y 57 minutos pasada la hora (11, 35 y 55 minutos después de las 20:00), y de Stratford a 7, 22, 37 y 52 minutos pasada la hora (12, 32 y 52 después de las 20:00); un número ligeramente superior de servicios operan en hora punta de lunes a viernes; los servicios en domingo están programados para partir desde Richmond a 8 y 38 minutos pasada la hora, y desde Stratford a 19 y 49 minutos pasada la hora.

- West London Line - principalmente dos trenes por hora, con trenes adicionales en hora punta. Los trenes fuera de hora punta de lunes a sábado están programados para salir de Clapham Junction a 5 y 35 minutos pasada la hora, y de Willesden Junction a 8 y 38 minutos pasada la hora; un número ligeramente superior de servicios operan en hora punta de lunes a viernes, y algunos trenes realizan un servicio desde y hasta Stratford; los servicios en domingo están programados para partir desde Clapham Junction a 18 y 48 minutos pasada la hora, y desde Willesden Junction a 21 y 51 minutos pasada la hora.

- Gospel Oak to Barking Line - principalmente dos trenes por hora, aunque son tres a ciertas horas del día: la mayoría de los servicios de lunes a sábado están programados para salir de Gospel Oak a 25 y 55 minutos pasada la hora (00, 20 y 40 minutos pasada la hora entre 7:30 y 10:00; y 15, 35 y 55 minutos pasada la hora entre 15:30 y 19:00, con servicios de transición), y de Barking a 8 y 38 minutos pasada la hora (00, 20 y 40 minutos pasada la hora entre 7:00 y 11:00; y 14, 34 y 54 minutos pasada la hora entre 15:30 y 19:00, con servicios de transición); los servicios en domingo están programados para partir de Gospel Oak a 20 y 50 minutos pasada la hora, y desde Barking a 5 y 35 minutos pasada la hora.

- Watford DC Line - tres trenes por hora de lunes a sábado: los trenes de lunes a sábado están programados para salir de Euston a 17, 37 y 57 minutos pasada la hora, y de Watford Junction principalmente a 01, 21 y 41 minutos pasada la hora, con algunas variaciones; los servicios en domingo están programados para partir desde Euston a 17 y 47 minutos pasada la hora, y desde Watford Junction a 21 y 51 minutos pasada la hora.

### Estaciones
London Overground presta servicio en las siguientes estaciones:
| North London Line | West London Line | Watford DC Line | Gospel Oak to Barking Line |
| --- | --- | --- | --- |
| - Richmond - Kew Gardens - Gunnersbury - South Acton - Acton Central - Willesden Junction - Kensal Rise - Brondesbury Park - Brondesbury - West Hampstead - Finchley Road & Frognal - Hampstead Heath - Gospel Oak - Kentish Town West - Camden Road - Caledonian Road & Barnsbury - Highbury & Islington - Canonbury - Dalston Kingsland - Hackney Central - Homerton - Hackney Wick - Stratford | - Willesden Junction - Shepherd's Bush - Kensington (Olympia) - West Brompton - Imperial Wharf · (en construcción, apertura en 2009) - Clapham Junction | - London Euston - South Hampstead - Kilburn High Road - Queen's Park - Kensal Green - Willesden Junction - Harlesden - Stonebridge Park - Wembley Central - North Wembley - South Kenton - Kenton - Harrow & Wealdstone - Headstone Lane - Hatch End - Carpenders Park - Bushey - Watford High Street - Watford Junction | - Gospel Oak - Upper Holloway - Crouch Hill - Harringay Green Lanes - South Tottenham - Blackhorse Road - Walthamstow Queens Road - Leyton Midland Road - Leytonstone High Road - Wanstead Park - Woodgrange Park - Barking |

### Billetes
El sistema de billetaje de London Overground es una mezcla entre los tradicionales billetes de papel y la Oyster card, la tarjeta electrónica inteligente de Transport for London. Al igual que en la red de National Rail y en los servicios de TfL, los pasajeros pueden adquirir una Travelcard (de 1, 3 o 7 días, mensual o anual), y también existen billetes de papel, tanto sencillos como de ida y vuelta, con precios acordes al sistema zonal de transportes. Además, TfL permite el uso de la Oyster card en su modalidad de prepago "pay-as-you-go" (PAYG).
En un intento para mejorar la seguridad y proteger los ingresos, Transport for London ha anunciado que instalará torniquetes en varias estaciones. Las estaciones que no contaban con barreras cuando TfL adquirió las líneas fueron equipadas con lectores de Oyster card, similares a los ya presentes en las estaciones de la red del Metro de Londres y Docklands Light Railway.
Los billetes de papel expedidos para London Overground son prácticamente idénticos a los usados en la red de National Rail, pues London Overground continúa siendo parte de dicha red, y las diferencias en el diseño son mínimas.

### Tarifas
Los billetes de papel conservan los antiguos precios de Silverlink, generalmente inferiores a las tarifas zonales de National Rail y Metro de Londres. Por ejemplo, en 2007, un billete sencillo entre las estaciones de Harrow & Wealdstone (zona 5) y Hatch End (zona 6) tenía un precio de £1.50, mientras que el mismo billete costaba £1.90 bajo el sistema tarifario por zonas de National Rail y hasta £3.00 con las tarifas del Metro de Londres.
Las tarifas al usar la Oyster card en su sistema prepago (pay-as-you-go) son idénticas a las del Metro de Londres y Docklands Light Railway, siendo éstas generalmente más baratas que los billetes de papel. Por ejemplo, en 2009, la tarifa para viajar entre Harrow & Wealdstone y Hatch End era de £1.00 con Oyster pay-as-you-go. Las estaciones situadas más allá de los límites del Gran Londres (con la excepción de Watford Junction) están incluidas en las recién creadas zonas 7-9 de Travelcard, mientras que las estaciones de Acton Central, Hamsptead Heath y Willesden Junction sufrieron un reajuste zonal en enero de 2008 (de zona 2 a zona 3, de zona 3 a zona 2, y de zona 3 a zonas 2/3, respectivamente), lo cual contribuyó a la reducción de ciertas tarifas.

## Marca

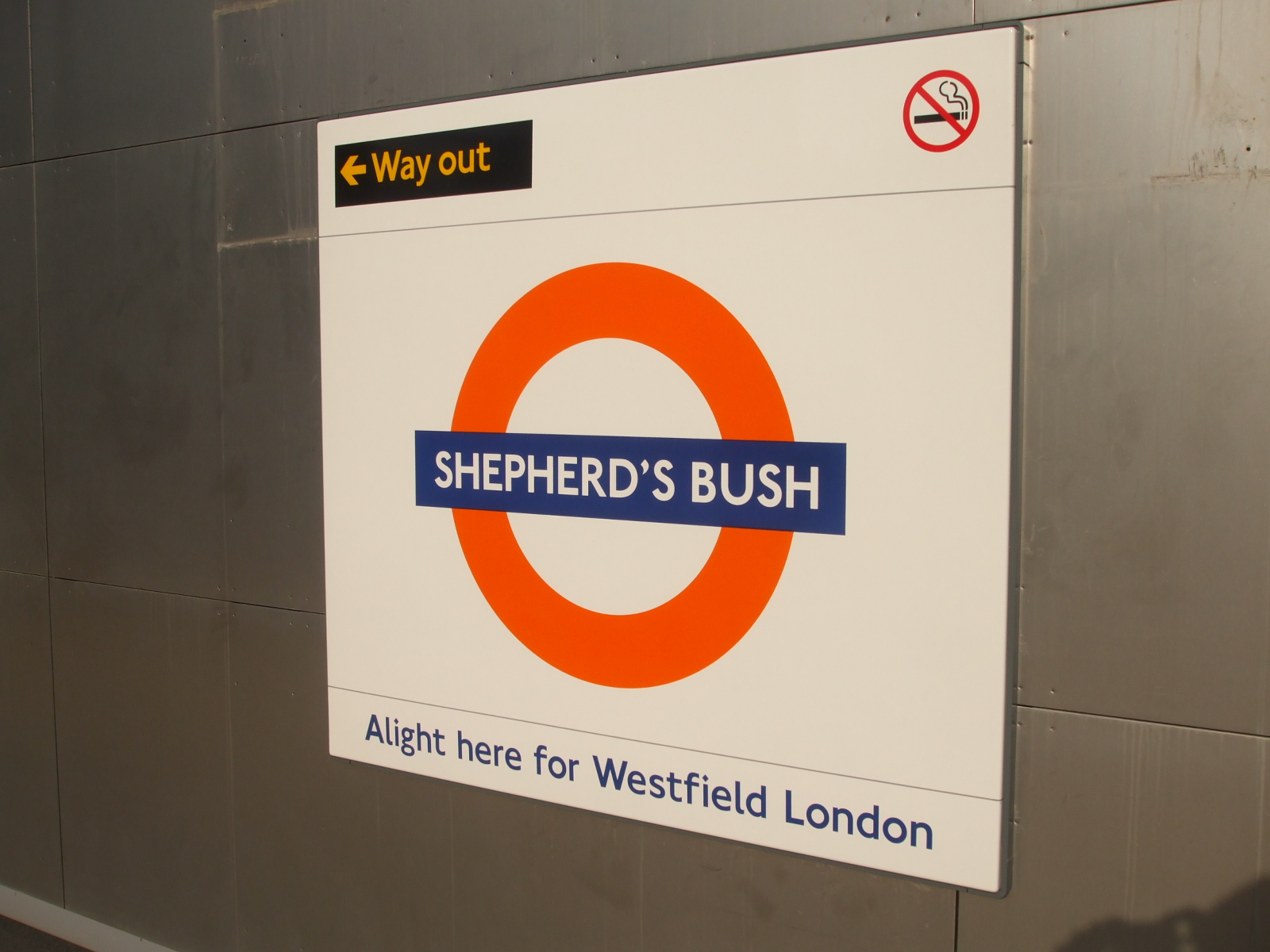
Logotipo de London Overground en una señal en la estación de Shepherd's Bush

La imagen pública de London Overground se encuentra asociada con los estándares de diseño existentes en Transport for London, usando elementos gráficos similares a los presentes en la publicidad, señalización y otros elementos del Metro de Londres, que toman como base los diseños originales de Frank Pick. Se tendrán en cuenta dichos estándares a la hora de elegir el diseño de la nueva flota de trenes.
Toda la red está identificada con una nueva versión del roundel, el icónico símbolo del círculo y la barra horizontal asociado durante décadas con los servicios de transporte en Londres. La versión para London Overground consiste en un anillo naranja con una barra azul. El roundel se adoptó sobre la base de un diseño anterior obra del London Passenger Transport Board (en español, "Consejo del transporte de pasajeros de Londres") en 1933 y ha sufrido numerosas variaciones que han sido usadas para los diversos modos de transporte en la capital. Las versiones actuales de Transport for London usan un círculo hueco o anillo en sustitución del círculo sólido del diseño original.
London Overground, en consonancia con los demás servicios de Transport for London, está representado con un color determinado, que en este caso es un naranja intenso (Pantone 158C). De manera similar al Docklands Light Railway, las líneas de London Overground se representan en los planos del Metro de Londres con una doble banda y no con un color sólido, con el objetivo de diferenciarla de las líneas que sí forman parte del Metro de Londres.
En las señales corporativas, el material de papelería y la literatura referentes a London Overground, se usa el tipo de letra New Johnston, al igual que otros servicios de Transport for London.

## Rendimiento
A pesar de encontrarse enmarcado dentro de Transport for London, London Overground sigue formando parte de la red de National Rail, por lo que su rendimiento y resultados son controlados por dicho organismo, al contrario que los servicios del Metro de Londres, totalmente independientes en dicho aspecto. Los últimos datos publicados por la Office of Rail Regulation (ORR) (en español, "Oficina de regulación ferroviaria") referidos al último trimestre de 2008, muestran que se había alcanzado un 91,3% del objetivo de puntualidad y fiabilidad Public Performance Measure (PPM) (en español, "Medida de rendimiento público") fijado por la ORR. Esta cifra superaba en un 2,3% a la media de rendimiento de todas las compañías ferroviarias de Londres y el sureste de Inglaterra. Transport for London, en colaboración con el Instituto Tecnológico de Massachusetts, ha realizado una investigación con datos de uso del sistema Oyster card con el objetivo de medir el rendimiento de London Overground de manera explícita desde la perspectiva del pasajero.

## Material rodante

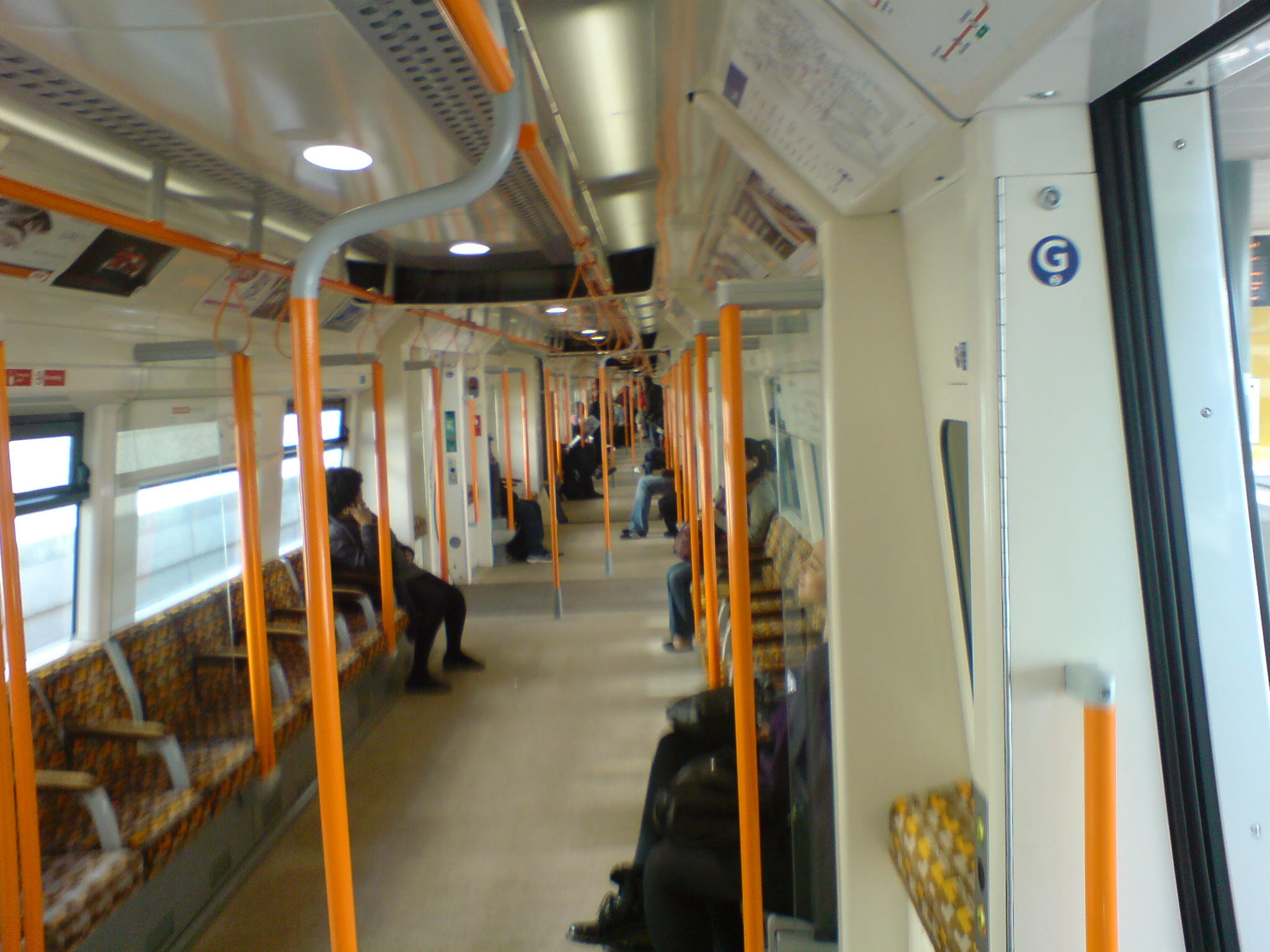
Nuevos British Rail Class 378 para la red de London Overground

En todas las líneas, con la excepción de la East London Line, las operaciones comenzaron con trenes British Rail Class 313, British Rail Class 508 y British Rail Class 150, procedentes de la extinta Silverlink. Sin embargo, Transport for London se comprometió a incorporar nuevo material rodante en un plazo de entre tres y cinco años. A partir de 2009, las líneas electrificadas serán operadas por trenes Class 378 Capitalstarfabricados por Bombardier Transportation. La East London Railway contará inicialmente con 20 unidades formadas por cuatro coches cada una, mientras que la North London Railway contará con 24 unidades de tres coches. En 2011, la flota de la North London Railway será ampliada hasta alcanzar los cuatro coches por unidad y la de la East London Railway será dotada con tres nuevos trenes. Las tres unidades Class 508 fueron retiradas del servicio a finales de 2008.
El material rodante Class 378 no estará preparado para funcionar en la Gospel Oak to Barking Line, debido a que esta línea no se encuentra electrificada. Si bien Transport for London, los distritos locales implicados y grupos de viajeros abogan por la electrificación de dicha línea, esta medida no forma parte de los planes de Network Rail. TfL ha manifestado que pretende usar nuevos trenes diésel Class 172 Turbostar formados por dos coches a partir de 2009. MTR Laing tomará en alquiler 8 unidades de dos coches procedentes de una compañía operadora de material rodante (en inglés, Rolling stock operating company (ROSCO)) en lugar de que Transport for London realice la compra, como se planeó con las unidades Class 378. Las 8 unidades Class 172/0 fueron encargadas por Angel Trains en nombre de TfL en noviembre de 2007. En febrero de 2008, Transport for London anunció que también operaría en régimen de alquiler sus nuevas unidades Class 378, en lugar de adquirirlas. Esta operación será llevada a cabo a través de una recién creada compañía operadora de material rodante, llamada QW Rail Leasing, con un contrato de arrendamiento válido hasta 2027. TfL tomó esta decisión con el objetivo de librarse de los 250 millones de libras de capital que costaría la compra, y con esto se reducía también el riesgo de pérdidas económicas en caso de venta de la flota en un futuro. Si siguen adelante los planes para reemplazar la Watford DC Line con un servicio de la Bakerloo line hasta la estación de Watford Junction, la flota de dicha línea (formada por la serie de 1972) podría complementarse con él para entonces recién retirado material rodante de la Victoria line (serie de 1967) con algunas modificaciones.

### Flota actual
| Modelo      | Imagen | Tipo                      | Velocidad máxima  | Número                          | Disposición de asientos   | Rutas                                                | Construcción |
| ----------- | ------ | ------------------------- | ----------------- | ------------------------------- | ------------------------- | ---------------------------------------------------- | ------------ |
| Clase 150/1 |        | unidad múltiple diésel    | 120 km/h (75 mph) | 6 unidades 2 coches por unidad  | 2+2 (alta densidad)       | Gospel Oak-Barking                                   | 1981-83      |
| Clase 313/1 |        | unidad múltiple eléctrica | 120 km/h (75 mph) | 23 unidades 3 coches por unidad | 2+2 / 2+3 (alta densidad) | North London Line; Watford DC Line; West London Line | 1975-78      |

### Flota futura
| Modelo                   | Tipo                      | Velocidad máxima  | Número                          | Disposición de asientos | Rutas                                                | Construcción |
| ------------------------ | ------------------------- | ----------------- | ------------------------------- | ----------------------- | ---------------------------------------------------- | ------------ |
| Clase 172/0 Turbostar    | unidad múltiple diésel    | 120 km/h (75 mph) | 8 unidades 2 coches por unidad  | 2+3                     | Gospel Oak-Barking                                   | 2009         |
| Clase 378/0 Capitalstar  | unidad múltiple eléctrica | 120 km/h (75 mph) | 24 unidades 3 coches por unidad | Longitudinal            | North London Line; Watford DC Line; West London Line | 2007-09      |
| Clase 378/1 Capitalstar  | unidad múltiple eléctrica | 120 km/h (75 mph) | 23 unidades 4 coches por unidad | Longitudinal            | East London Line                                     | 2009-10      |
| Clase 378/2 Capitalstar* | unidad múltiple eléctrica | 120 km/h (75 mph) | 7 unidades 4 coches por unidad  | Longitudinal            | North London Line; Watford DC Line; West London Line | 2009-10      |

* La clase 378/0 se convertirá en 378/2 cuando se añada un cuarto coche a la composición

### Flota antigua
| Modelo      | Imagen | Tipo                      | Velocidad máxima  | Número                         | Disposición de asientos | Rutas           | Construcción | Notas                         |
| ----------- | ------ | ------------------------- | ----------------- | ------------------------------ | ----------------------- | --------------- | ------------ | ----------------------------- |
| Clase 508/3 |        | unidad múltiple eléctrica | 120 km/h (75 mph) | 3 unidades 3 coches por unidad | 2+3                     | Watford DC Line | 1979-80      | Retirado del servicio en 2008 |

### Diseño
Todos los trenes de London Overground mantienen el esquema distintivo de colores de Silverlink: librea en morado y verde lima, con puertas de color amarillo. En la mayoría de las unidades, los logotipos de Silverlink han sido retirados y sustituidos por bandas con el emblema de London Overground. No se esperan más cambios en la estética exterior de los trenes hasta que se inicie la entrega del nuevo material rodante.
Impresiones de artista realizadas por Transport for London muestran el nuevo material rodante con una nueva librea, similar a la del Metro de Londres, consistente en coches en azul y blanco, con puertas de color naranja y frontales amarillos.

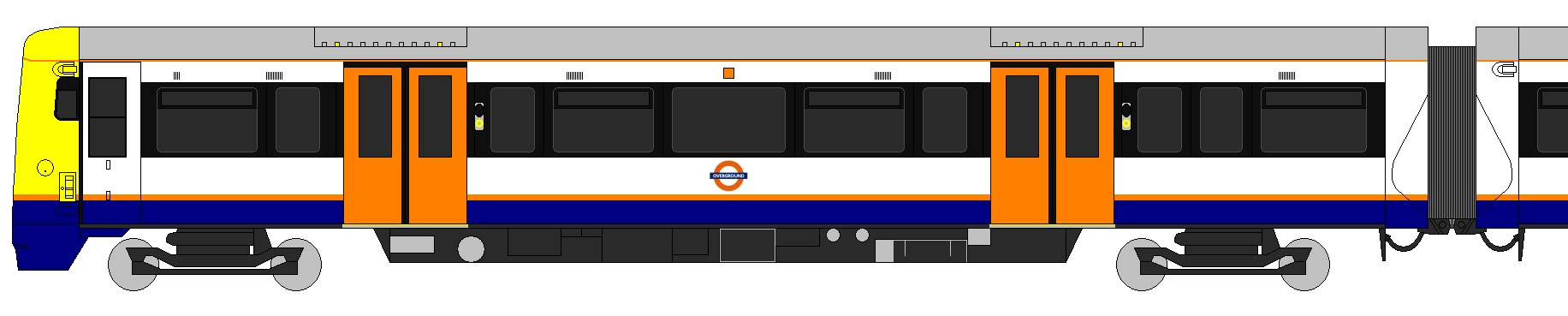
Impresión de artista de la librea del nuevo material rodante. (Imagen del tren completo)

## Desarrollo futuro
Los planes de expansión de la red de London Overground han sido ampliamente divulgados por Transport for London como parte de su estrategia del transporte. Se ha propuesto añadir dos nuevas líneas que enlazarían para crear un anillo ferroviario alrededor de Londres. La East London Railway está actualmente en construcción, aunque la adición de la South London Line se encuentra aún en fase de propuesta. Se facilitaron planos del Metro de Londres a la prensa mostrando la supuesta red en 2010, con el objetivo de ilustrar el potencial de ésta.

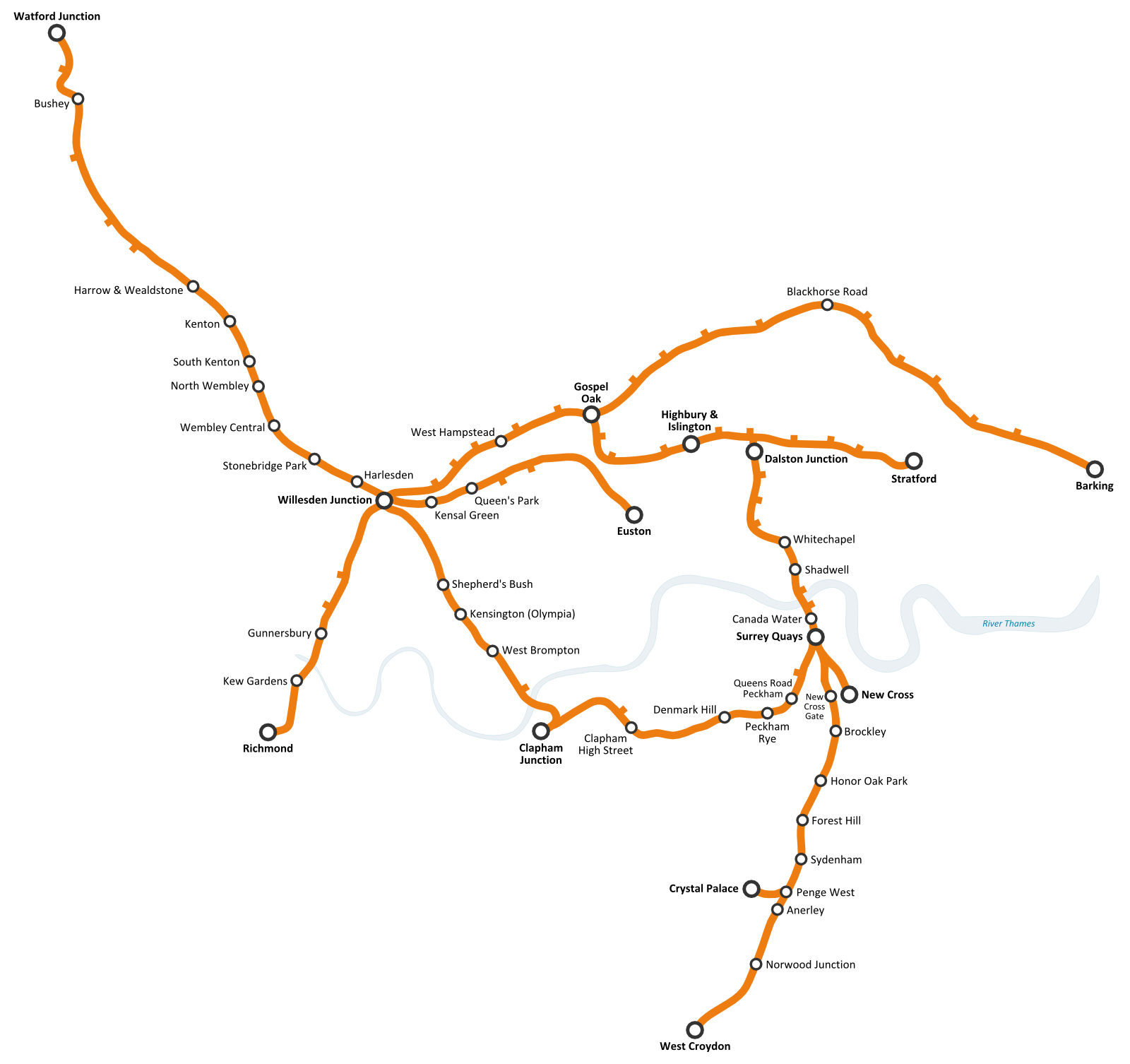
La red con todos los cambios propuestos para 2012

### East London Line
La East London Line formará parte de la red en 2010, cuando se complete la primera fase de ampliación que la llevará hasta Crystal Palace y West Croydon en el sur, y por el viaducto de Broad Street hasta Dalston Junction en el norte. Cuando dicha línea sea añadida a la red, tramos considerables de ésta discurrirán en túneles (uno de ellos es el Thames Tunnel, el primero en ser construido bajo el río Támesis), y esto dará lugar a la anomalía de que la línea de London Overground discurrirá a más profundidad que las propias líneas de metro en Whitechapel.
La línea se cerró el 22 de diciembre de 2007 para acoger las obras de ampliación e incorporación a la red de London Overground. A junio de 2008, se prevé que dichas obras se finalicen el 19 de octubre de 2009, con adelanto a los plazos previstos.
En los planes originales de la primera fase de ampliación, la East London Railway terminaba su recorrido justo al sur de la North London Line, en la estación de Dalston Junction. Sin embargo, el entonces alcalde de Londres, Ken Livingstone, manifestó que se contemplaba una extensión adicional hacia el norte hasta la estación de Highbury & Islington, con el objetivo de crear una correspondencia con la North London Railway, la Victoria line y los servicios de First Capital Connect. Dicha extensión no se completará hasta 2011.

### Watford DC Line
Transport for London ha hecho una propuesta para ampliar la Bakerloo line del Metro de Londres hacia el norte, hasta la estación de Watford Junction. Se han recibido sugerencias de que el tramo entre las estaciones de Queen's Park y Watford Junction debería ser usado exclusivamente por el Metro de Londres, acabando con los servicios de London Overground en dicho tramo.
Como parte de esta modificación, los servicios de London Overground serían desviados fuera de Euston a la altura del cruce de Primrose Hill Junction, usando la actual línea de servicios de mercancías a través de la estación de Primrose Hill (cerrada desde 1992) y pasando por Camden Road, proporcionando de esta manera un nuevo servicio entre las estaciones de Queen's Park y Stratford. Como resultado de dicho cambio en los servicios, las estaciones de Kilburn High Road y South Hampstead se quedarían sin conexiones directas con el centro de Londres y London Overground perdería su única estación en la zona 1 de Travelcard.
A pesar de esto, la Watford DC Line aún sigue mostrándose como parte de London Overground en los planos futuros facilitados por Transport for London, por lo que la propuesta anterior parece incierta.

### South London Line
Los planes para la segunda fase de la ampliación de la East London Line incluyen la extensión desde la estación de Surrey Quays a través de la South London Line hasta llegar a Clapham Junction. Esto crearía una red orbital alrededor del centro de Londres, convirtiendo en una realidad el concepto conocido como Orbirail.
Dicha ruta discurriría por la línea en la que National Rail presta servicio en la actualidad, entre las estaciones de Queens Road Peckham y Wandsworth Road, para luego desviarse por un ramal en el cruce de Factory Junction y pasar por Battersea hasta llegar a la estación de Clapham Junction. Esta ruta cruza por encima las estaciones de Loughborough Junction y Brixton, y el proyecto ha sido criticado por dejar pasar la oportunidad de crear correspondencias con los servicios Thameslink y con la Victoria line del Metro de Londres, respectivamente. Atendiendo a las propuestas actuales, no se planea la construcción de estaciones en dichos lugares, ya que la línea discurre en viaducto, por lo que el coste de construcción de las estaciones sería prohibitivo.
Transport for London ha sugerido en ocasiones anteriores que esta ampliación debería ser financiada como parte del programa Thameslink, debido a futuras restricciones de capacidad en la estación de London Bridge una vez que dicho programa haya concluido. También Network Rail ha hecho particular énfasis en la necesidad de la ampliación de la East London Line, alertando sobre restricciones de capacidad adicionales mientras se procede a la reconstrucción de London Bridge.
La South London Line ha recibido todos los fondos necesarios para que este proyecto sea una realidad. Se han recibido 64 millones de libras procedentes del Departamento de Transportes, y 15 millones adicionales de Transport for London. Se prevé que la ruta pueda ser inaugurada en mayo de 2012.